# Hildegard Behrens
Hildegard Behrens (Varel, 9 febbraio 1937 – Tokyo, 18 agosto 2009) è stata un soprano tedesco.

## Biografia
Hildegard Behrens è nata a Varel, in Germania nel 1937 e si è laureata all'Università di Friburgo in Brisgovia come avvocato prima di studiare come cantante, con Ines Leuwen all'Academy Of Music di Friburgo in Brisgovia. Il suo debutto è stato come la Contessa ne Le nozze di Figaro a Friburgo nel 1971 e l'anno successivo divenne un membro della Deutsche Oper Berlin. Il 15 ottobre 1976 ha fatto il suo debutto americano al Metropolitan Opera di New York come Giorgetta ne Il tabarro.
Ha iniziato la sua carriera musicale cantando piccoli ruoli alla Deutsche Oper am Rhein di Düsseldorf, dove rimase per sei anni durante i quali ha raggiunto ruoli più grandi. Nella stagione 1975-1976, durante le prove del Wozzeck, fu "scoperta" da Herbert von Karajan, che era allora alla ricerca della sua nuova protagonista di Salomè (opera) e venne convocata a Berlino per un provino per il ruolo. A Karajan piacque e la invitò a cantare il ruolo al Festival di Salisburgo del 1977.
Behrens è stata destinataria di numerosi premi - tra i quali i più alti onori civili dalla Repubblica Federale di Germania (Bundesverdienstkreuz od Ordine al merito di Germania) e dallo stato della Baviera (la Bayerischer Verdienstorden) ed i titoli di Bayerische Kammersängerin e Österreichische Kammersängerin elargiti dal Bavarian State Opera e dal Teatro dell'Opera di Vienna. Nel 1998 ha ricevuto più prestigioso premio musicale della Danimarca Leonie Sonning e nel 1999 il Teatro dell'Opera di Vienna l'ha onorata con il Lotte Lehmann Ring lasciato in eredità a lei dopo il compianto soprano drammatico Leonie Rysanek.
Hildegard Behrens è morta a 72 anni per l'improvvisa rottura di un aneurisma aortico a Tokyo, dove aveva frequentato il Kusatsu International Summer Music Fest.

## Repertorio
- Ludwig van Beethoven
  - Fidelio (Leonore)
- Vincenzo Bellini
  - Norma (Norma)
- Alban Berg
  - Wozzeck (Marie)
- Luigi Cherubini
  - Medea (Medea)
- Pietro Mascagni
  - Cavalleria Rusticana (Santuzza)
- Wolfgang Amadeus Mozart
  - Don Giovanni (Donna Elvira)
  - Idomeneo, Re di Creta (Elettra)
  - Le nozze di Figaro (Contessa)
  - Requiem in re minore K.626 (Soprano)
- Giacomo Puccini
  - Il tabarro (Giorgetta)
  - Tosca (Floria Tosca)
- Gaspare Spontini
  - La Vestale (Giulia)
- Richard Strauss
  - Salomè (Salomè)
  - Elettra (Elettra)
- Giuseppe Verdi
  - Aida (Aida)
  - Messa di Requiem (Soprano)
  - Otello (Desdemona)
- Richard Wagner
  - Der fliegende Holländer (Senta)
  - Die Walküre (Sieglinde, Brünnhilde)
  - Siegfried e Götterdämmerung (Brünnhilde)
  - Tristan und Isolde (Isolde)

## Discografia parziale
- Boito, Mefistofele - Abbado/Raimondi/Carreras/Plowright, 1987 Deutsche Grammophon
- Berlioz: Les Nuits d'été; Ravel: Shéherazade; Debussy: La damoiselle élue - Hildegard Behrens & Elly Ameling, Philips/Decca
- Strauss, R., Donna senz'ombra - Solti/Domingo/Varady/Van Dam, 1991 Decca - Grammy Award for Best Opera Recording 1993
- Strauss, R., Elektra - Boston Symphony Orchestra/Hildegard Behrens/Seiji Ozawa, 1989 Decca
- Wagner, Olandese volante - Dohnanyi/Hale/Behrens/Rydl, 1991 Decca
- Wagner, Tristan und Isolde - Hildegard Behrens/Leonard Bernstein/Peter Hofmann/Symphonieorchester des Bayerischen Rundfunks, 1993 Philips
- Wagner, Die Walküre - Kurt Moll/Gary Lakes/Metropolitan Opera Orchestra/Jessye Norman/James Levine/Hildegard Behrens, 2011 Deutsche Grammophon

## Filmografia parziale
- Mozart, Idomeneo, Re di Creta (reg. Ponnelle, live MET) - Pavarotti/von Stade/Cotrubaș, 1982 Deutsche Grammophon
- Puccini, Tosca (reg. Zeffirelli, live MET) - Sinopoli/Domingo/Behrens, regia Franco Zeffirelli 1985 Deutsche Grammophon
- Wagner, Crepuscolo degli dei - Levine/MET/Jerusalem/Behrens, Deutsche Grammophon
- Wagner, Götterdämmerung - Levine/Behrens/Goldberg, 1989 Deutsche Grammophon - Grammy Award for Best Opera Recording 1992
- Wagner, Sigfrido - Levine/MET/Jerusalem/Behrens, 1990 Deutsche Grammophon
- Wagner, Walkiria - Levine/MET/Behrens/Norman/Moll, 1988 Deutsche Grammophon - Grammy Award for Best Opera Recording 1990